# Mistrovství Evropy v zápasu řecko-římském 1921
Neoficiální mistrovství Evropy v zápasu řecko-římském 1921 se konalo v Offenbachu nad Mohanem ve Výmarské republice.

## Výsledky

### Muži
| Kategorie | Zlato           | Stříbro          | Bronz            |
| --------- | --------------- | ---------------- | ---------------- |
| 60 kg     | Jonny Andersen  | Herman Brodbeck  | Georg Gerstäcker |
| 67,5 kg   | Fritz Eichblatt | Heinrich Stiefel | Otto Ulrich      |
| 75 kg     | Heinrich Ketzer | Philipp Heß      | Sittig           |
| 82,5 kg   | Wilhelm Knöpfle | Fritz Kärcher    | Max Dreifuss     |
| +82,5 kg  | Karl Döppel     | Adolf Kurz       | Hans Köstner     |